# Spektroskopia elektronów Augera
Spektroskopia elektronów Augera AES (ang. Auger Electron Spectroscopy) – jedna z odmian spektroskopii elektronowej, polegająca na analizie rozkładu energetycznego elektronów Augera. Cała metoda bazuje na efekcie Augera, czyli bezpromienistym przejściu elektronu na niższą powłokę (energia wzbudzenia oddawana jest trzeciemu elektronowi, który opuszcza atom).

## Podstawy fizyczne
Wiązka pierwotna (elektrony, promieniowanie elektromagnetyczne) jest kierowana na badaną próbkę. W wyniku oddziaływania wiązki pierwotnej z tym materiałem mogą zajść dwa konkurencyjne zjawiska:
- emisja charakterystycznego promieniowania X,
- efekt Augera.

W przypadku spektroskopii elektronów Augera oczywiście wykorzystuje się efekt bezpromienistego przejścia elektronu na niższą powłokę. Obszar emisji elektronów Augera jest bardzo płytki, co ogranicza ową metodę tylko do pomiaru powierzchni. Przyjmuje się, że głębokość pomiaru wynosi:
{\displaystyle 3\cdot {\overline {\lambda }},}
gdzie:
{\displaystyle {\overline {\lambda }}} – średnia droga swobodna elektronu.
Wybicie elektronu z wewnętrznej podpowłoki powoduje powstanie na tej podpowłoce niesparowanego spinu. Niesparowany spin s pozostałego elektronu dodaje się do jego orbitalnej liczby kwantowej l. Mamy wtedy do czynienia ze sprzężeniem spin-orbita objawiającym się powstaniem dodatkowej liczby kwantowej j (sumaryczny moment pędu). Przed wzbudzeniem atomu poszczególne podpowłoki i ich stany energetyczne nachodziły na siebie, tak iż niemożliwe było ich odróżnienie.
Energia wiązki pierwotnej E0 wynosi 3–5 keV.

## Widmo AES
Widmo metody AES składa się z dwóch podstawowych tworów:
- linii spektralnych – są to linie utworzone przez zebrane elektrony Augera, które opuściły powierzchnię badanej próbki bez strat energii,
- linii tła – są to linie utworzone przez zebrane elektrony Augera, które doznały utraty części energii kinetycznej na skutek różnych zjawisk (najczęściej zderzeń niesprężystych).

Proces Augera jest charakteryzowany przez zespół trzech liter ze wskaźnikami, określający odpowiednio poszczególne powłoki (litery) i podpowłoki (wskaźniki) biorące udział w procesie Augera. Idąc od największych energii powłoki są oznaczane kolejno literami K L M N O. Linie spektralne tworzą układy linii o bardzo zbliżonych energiach, co objawia się m.in. gęstym ułożeniem. Owe linie tworzą przejścia wywołane jonizacją pierwotną tego samego poziomu. Linie spektralne AES są stosunkowo szerokie, co powoduje trudności w wyznaczaniu maksimów pików. Poziom tła w widmach AES jest bardzo wysoki. W celu dokładniejszego określenia położenia linii spektralnych, widma elektronów Augera różniczkuje się. Wtedy położenie linii określa minimum linii zróżniczkowanej. Widmo AES może być przedstawiane w funkcji intensywności do energii kinetycznej (najczęściej wykorzystywane) lub intensywności do energii wiązania.
Na kształt piku mają wpływ:
- kształt pasma, z którego jest emitowany elektron,
- straty plazmonowe,
- rozszczepienie subtelne poziomów,
- otoczenie chemiczne atomu emitującego elektrony.

Efekt Augera nie zachodzi dla wodoru i helu. Dla atomów z większymi liczbami atomowymi Z zachodzą następujące przejścia:
- 3 < Z < 14 {\displaystyle \to } KLL,
- 14 < Z < 40 {\displaystyle \to } LMM,
- 40 < Z < 82 {\displaystyle \to } MNN,
- 82 < Z {\displaystyle \to } NOO.

## Przesunięcie chemiczne
Możliwe jest identyfikowanie wiązań chemicznych z wielkości przesunięcia chemicznego. Ze względu na złożony obraz przejść elektronowych tworzących wieloliniowe widma AES identyfikacja wiązań chemicznych może być utrudniona. Wartości energii wewnętrznych powłok elektronowych zależą od wiązania chemicznego, w którym dany atom bierze udział. Wynika to z różnej konfiguracji elektronów walencyjnych tworzących wiązania chemiczne.

## Aparatura
Standardowa aparatura wykorzystywana w metodzie AES musi zawierać:
- źródło wiązki pierwotnej (np. lampa rentgenowska, działo elektronowe),
- układ skupiający (jest to najczęściej zespół soczewek elektromagnetycznych wzajemnie likwidujących wady, które posiada dany typ soczewek),
- detektor (cylindryczny analizator zwierciadlany, jednokanałowy powielacz elektronowy),
- układ próżniowy,
- układ zasilający i chłodzący.

## Możliwości AES
- pozwala na uzyskanie informacji o pierwiastkach obecnych na powierzchni (można analizować wszystkie pierwiastki z wyjątkiem H i He).
- wyznaczanie rodzaju wiązań chemicznych, w których biorą udział pierwiastki obecne na powierzchni.
- intensywność linii spektralnych pozwala wyliczyć stężenie pierwiastków (metoda wzorcowa).
- dzięki wykorzystaniu wiązki elektronów, którą można łatwo skupić, istnieje możliwość pomiaru punktowego.
- skanowanie wiązki elektronów na powierzchni pozwala otrzymywać mapy rozkładu powierzchniowego pierwiastków i związków chemicznych.

## Wady AES
- występowanie efektów termicznych (powierzchnie o słabej przewodności termicznej) np. lokalnych stopień powierzchni, desorpcji termicznej, dekompozycji warstw, segregacji.
- poziom tła w widmie normalnym jest bardzo wysoki.